# Johann Christian Kittel
Johann Christian Kittel (ur. 18 lutego 1732 w Erfurcie, zm. 17 kwietnia 1809 tamże) – niemiecki kompozytor i organista.

## Życiorys
Młodość spędził w Erfurcie, gdzie ukończył miejskie gimnazjum i uczył się u lokalnego organisty Jakoba Adlunga. W 1748 roku wyjechał do Lipska, gdzie studiował u Johanna Sebastiana Bacha i pomagał mu jako akompaniator. Po śmierci Bacha pełnił funkcję organisty w Langensalza (1751–1756) i Barfüßerkirche w Erfurcie (1756–1762). Od 1762 roku był organistą Predigerkirche. Prawie całe swoje życie spędził w Erfurcie, podejmując jednak niekiedy podróże koncertowe, które zapewniły mu sławę wirtuoza organów. Do grona jego uczniów należał Johann Christian Heinrich Rinck. 
Był autorem prac Vierstimmige Choräle mit Vorspielen (2 tomy, Altona 1803), Der angehende praktische Organist (3 tomy, Erfurt, 1801–1808, 3. wydanie 1831) i Grosse Präludien, Hymne an das Jahrhundert (2 tomy, 1801). Skomponował 6 sonat i fantazję na instrument klawiszowy, ponadto liczne utwory organowe. Jako uczeń J.S. Bacha kontynuował jego tradycję organistowską i nawiązał stylistycznie do jego twórczości w swoich kompozycjach. Za główny cel muzyki uważał budzenie i rozwijanie uczuć religijnych w sercach słuchaczy, czemu jego zdaniem najlepiej odpowiadały proste, niewielkie formy komponujące się z praktyką liturgiczną.